# Fort Dodge
Fort Dodge ist eine Stadt (mit dem Status „City“) und Verwaltungssitz des Webster County im US-amerikanischen Bundesstaat Iowa. Im Jahr 2010 hatte Fort Dodge 25.206 Einwohner, deren Zahl sich bis 2013 auf 24.639 verringerte. Das U.S. Census Bureau hat bei der Volkszählung 2020 eine Einwohnerzahl von 24.871 ermittelt.

## Geografie
Fort Dodge liegt im nordwestlichen Zentrum Iowas am Des Moines River, einem rechten Nebenfluss des Mississippi.
Die geografischen Koordinaten von Fort Dodge sind 42°29′51″ nördlicher Breite und 94°10′05″ westlicher Länge. Die Stadt erstreckt sich über eine Fläche von 42,24 km² und gehört keiner Township an.
Nachbarorte von Fort Dodge sind Badger (14,9 km nördlich), Vincent (22,8 km nordöstlich), Duncombe (18,6 km westsüdwestlich), Coalville (10,3 km südöstlich), Lehigh (26 km in der gleichen Richtung), Otho (14,5 km südlich), Moorland (14 km südwestlich) und Barnum (18,8 km westlich), Clare (23,9 km nordwestlich).
Die nächstgelegenen größeren Städte sind die Twin Cities (Minneapolis und St. Paul) in Minnesota (348 km nordnordöstlich), Rochester in Minnesota (295 km nordöstlich), Waterloo (161 km östlich), Cedar Rapids (244 km ostsüdöstlich), Iowas Hauptstadt Des Moines (148 km südsüdöstlich), Kansas City in Missouri (430 km südsüdwestlich), Nebraskas größte Stadt Omaha (265 km südwestlich), Nebraskas Hauptstadt Lincoln (343 km in der gleichen Richtung), Sioux City (189 km westlich) und South Dakotas größte Stadt Sioux Falls (313 km nordwestlich).

## Verkehr
Südlich der Stadt kreuzt der zum Freeway ausgebaute U.S. Highway 20 den in Nord-Süd-Richtung durch den Westen des Stadtgebiets verlaufenden U.S. Highway 169. Der Business Highway 20 verläuft in West-Ost-Richtung durch das Zentrum von Fort Dodge. Mit der Einmündung in den US 169 erreicht der Iowa State Highway 7 seinen östlichen Endpunkt. Alle weiteren Straßen sind untergeordnete Landstraßen, teils unbefestigte Fahrwege sowie innerörtliche Verbindungsstraßen.
Durch Dodger Area Rapid Transit wird ein öffentlicher Nahverkehr unterhalten. Es verkehren wochentäglich sechs Buslinien.
In Fort Dodge treffen mehrere Eisenbahnlinien für den Frachtverkehr der Union Pacific Railroad (UP) und der Canadian National Railway (CN) zusammen.
Mit dem Fort Dodge Regional Airport befindet sich am nördlichen Stadtrand ein Regionalflughafen, über den Verbindungen nach St. Louis und Chicago bestehen. Der nächste Großflughafen ist der 164 km südsüdöstlich gelegene Des Moines International Airport.

## Wirtschaft
Hauptindustrien sind die Herstellung von Biokraftstoff, Gips- und Kalksteinabbau. Die deutsche Firma Boehringer Ingelheim verfügte in Fort Dodge über Forschungs- und Entwicklungseinrichtungen für Tiermedizin, die im Oktober 2009 von Pfizer übernommen wurden.

## Bevölkerung
Nach der Volkszählung im Jahr 2010 lebten in Fort Dodge 25.206 Menschen in 10.275 Haushalten. Die Bevölkerungsdichte betrug 596,7 Einwohner pro Quadratkilometer. In den 10.275 Haushalten lebten statistisch je 2,21 Personen.
Ethnisch betrachtet setzte sich die Bevölkerung zusammen aus 89,7 Prozent Weißen, 5,5 Prozent Afroamerikanern, 0,4 Prozent amerikanischen Ureinwohnern, 0,8 Prozent Asiaten sowie 1,4 Prozent aus anderen ethnischen Gruppen; 2,2 Prozent stammten von zwei oder mehr Ethnien ab. Unabhängig von der ethnischen Zugehörigkeit waren 5,0 Prozent der Bevölkerung spanischer oder lateinamerikanischer Abstammung.
27,8 Prozent der Bevölkerung waren unter 18 Jahre alt, 56,0 Prozent waren zwischen 18 und 64 und 16,2 Prozent waren 65 Jahre oder älter. 48,7 Prozent der Bevölkerung waren weiblich.
Das mittlere jährliche Einkommen eines Haushalts lag bei 36.972 USD. Das Pro-Kopf-Einkommen betrug 22.721 USD. 18,8 Prozent der Einwohner lebten unterhalb der Armutsgrenze.

## Bekannte Bewohner
- Charles Pomeroy (1825–1891) – republikanischer Abgeordneter des US-Repräsentantenhauses (1869–1871) – lebte mehrere Jahre in Fort Dodge
- Benjamin F. Gue (1828–1904) – 5. Vizegouverneur von Iowa (1866–1868) – lebte mehrere Jahre in Fort Dodge
- Cyrus C. Carpenter (1829–1898) – 8. Gouverneur von Iowa (1872–1876) – lebte die meiste Zeit seines Lebens in Fort Dodge und ist hier beigesetzt
- Jonathan P. Dolliver (1858–1910) – republikanischer Abgeordneter des US-Repräsentantenhauses (1889–1900) – lebte viele Jahre in Fort Dodge und ist hier beigesetzt
- Steven Beckwith Ayres (1861–1929) – demokratischer Abgeordneter des US-Repräsentantenhauses (1911–1913) – geboren in Fort Dodge
- Holm Olaf Bursum (1867–1953) – republikanischer US-Senator von New Mexico (1921–1925) – geboren und aufgewachsen in Fort Dodge
- Edmond Heelan (1868–1948) – Bischof von Sioux City – war viele Jahre als Pfarrer in Fort Dodge tätig
- William H. Duckworth (1885–1970) – 3. Vizegouverneur von New Mexico (1921–1922) – geboren und aufgewachsen in Fort Dodge
- Karl L. King (1891–1971) – Komponist und Dirigent – wirkte 50 Jahre lang in Fort Dodge
- James I. Dolliver (1894–1978) – republikanischer Abgeordneter des US-Repräsentantenhauses (1945–1957) – lebte lange in Fort Dodge und ist hier beigesetzt
- Robert D. Blue (1898–1989) – 30. Gouverneur von Iowa (1945–1949) – starb in Fort Dodge
- Robert Pierce (1914–1978) – Journalist und Prediger – geboren in Fort Dodge
- Mack Hellings (1917–1951) –  Autorennfahrer – geboren in Fort Dodge
- Corita Kent (1918–1986) – Nonne, Künstlerin, Lehrerin, Philosophin und politische Aktivistin – geboren in Fort Dodge
- Samuel Z. Arkoff (1918–2001) – Filmproduzent, galt als König des Low-Budget-Films – geboren in Fort Dodge
- Walter Kempley (1926–2001) – Schriftsteller und Drehbuchautor – geboren und aufgewachsen in Fort Dodge
- Mary Kelly (* 1941) – Konzeptkünstlerin – geboren in Fort Dodge
- Robert Kolb (* 1941) – Theologe – geboren und aufgewachsen in Fort Dodge
- Jon Porter (* 1955) – republikanischer Abgeordneter des US-Repräsentantenhauses (2003–2009) – geboren und aufgewachsen in Fort Dodge
- Kent Anderson (* 1962) –  American-Football-Trainer – geboren in Fort Dodge
- Lisa Uhl (* 1987) – Leichtathletin – geboren in Fort Dodge